# Järnvägslinjen Svensbro–Tidaholm
Järnvägslinjen Svensbro–Tidaholm var Hjo–Stenstorps Järnvägs bibanan med spårvidden 891 mm från Svensbro station till Tidaholms station. I samband med förstatligandet av smalspårsnätet i Västra Götaland övertog SJ linjen den 1 juli 1948.

## Byggnation
Efter att huvudlinjen Hjo–Stenstorp hade invigts 13 november 1873, fick man den 6 februari 1874 koncessionen för en bibanan från Svensbro station till Ekedalen. Det primära syftet var att underlätta transporterna av kalk från Övertorps- och Ödegårdens kalkbruk i Ekedalen. Den 7 kilometer långa banan byggdes av HSJ i egen regi under ledning av trafikchefen Anton Werner Frick och kunde invigas den 20 november 1874. Kontrollant för bygget var kaptenen Anton Ludvig Djurson vid Kungl. Väg- och Vattenbyggnadskåren. 1875 erhöll man koncessionen för att fortsätta bibanan fram till Tidaholm där stadens industrier med tonvikt på tändsticksfabriken och bruket hade stora transportbehov. Banan byggdes med kapten Johan Wohlrath Kullberg vid Kungl. Väg- och Vattenbyggnadskåren som entreprenör och den 30 juni 1876 öppnades bandelen för trafik. Kostnaden för delen Svensbro–Tidaholm var 210 000 kronor.

## Sträckningen
Från Svensbro station på linjen Hjo–Stenstorp gick linjen söderut genom skogen mot Kavlås station. Stationen låg nära Kavlås slott vars ägare Fredrik von Essen var en av de drivande krafterna bakom Hjo-Stenstorps Järnväg. Ett stickspår löpte västerut från stationen till Bredegårdens kalkbruk och Smedsgårdens kalkbruk. linjen passerade Kvarnasjön på våg till hållplatsen Kavlås bruket som låg vid platsen för det sedan tidigare nedlagda Kavlås alunbruk. Från hållplatsen Övertorp i den norra delen av Ekedalen gick ett stickspår norrut till Övertorps kalkbruk. I den södra delen av samhället låg Ekedalens station där ett stickspår gick söderut mot Ödegårdens kalkbruk. Därefter svängde linjen österut mot Acklinga hållplats. Sedan gick linjen in genom skogen på väg mot Tidaholms station där industrierna i form av Tidaholms bruk och Tändsticksfabriken Vulcan bidrog med stora fraktvolymer.

## Slutet
Under 1948 förstatligades alla kvarvarande privata järnvägsbolag med smalspåriga linjer i Västra Götaland, den 1 juli 1948 övertogs HSJ:s linjer av Statens Järnvägar. Vid tiden för övertagandet var linjen i tämligen dåligt skick på grund av eftersatt underhåll och den stora trafikökningen under andra världskriget. Den 3 juni 1956 upphörde trafiken på sträckan Svensbro-Tidaholm. Vintern 1967–1968 revs rälsen upp.